# 札幌市交通局700形電車
札幌市交通局700形電車（さっぽろしこうつうきょく700がたでんしゃ）は、札幌市交通局が1967年に導入した札幌市電の路面電車車両である。

## 概要
鉄北線の電化完成に伴い、必要のなくなる路面ディーゼルカーを電車へと改造したもの。
D1000形・D1001号とD1010形・D1011号～D1013号を種車とし、550形・555～558号の電装品と台車を組み合わせて誕生した。改造作業は 苗穂工業が担当し、1967年9月～12月にかけて701号～704号が竣工した。
電車化にあたり、ディーゼル車時代にカットされた側面スカートは復元されたが、バンパー下部の開口部とグリルはそのまま残された。
本来の台車はプレス鋼板・溶接組み立て式の軽量なもので、札幌市電初の空気ばね台車であったが、700形にそれが利用されることはなく、古めかしい鋳鋼製の板ばね式となった。

## 改造

### 集電装置
改造当初の集電装置は550形の発生品のビューゲルであったが、後にZ形パンタグラフに交換された。

### ワンマン化・制御器改造
1971年（昭和46年）にワンマン化改造が行われ、同時に制御器も都電8000型の廃車発生品により間接非自動制御に改造された。その際、識別用として車体に蛍光色の赤帯が入れられた。

### 車体更新
1978年（昭和53年）に車体更新が実施され、車体裾のステンレス製の飾り帯が撤去された。

## 廃車
1973年（昭和48年）4月に一条線部分廃止に伴い、701号が廃車となった。1985年（昭和60年）10月に8500形に置き換えられ、702号・703号が廃車となり、1987年（昭和62年）7月に8510形に置き換えられ704号が廃車となった。

## 主要諸元
- 全長：13,100mm
- 全幅：2,230mm
- 全高：3,700mm
- 自重：15t
- 定員：90人
- 出力・駆動方式：37.3kW×2・吊り掛け式
- 台車型式：住友金属KS-40系